# Иван Стоянович
Иван Петров Стоянович по прякор Аджелето е български революционер, политик, депутат, обществен и държавен деец. Аджелето е бил активен член на БТЦРК, съратник на Захари Стоянов, участник в съединисткото движение, един от основавателите на фонда за издаване на вестник „Борба“ – Пловдив. Той е този, който първи по телеграфа съобщава за Съединението на България. В своята книга Строителите на съвременна България историкът Симеон Радев го описва като един от „авторите на Съединението“. Неговото име се свързва с такива постижения в Нова България като създаването на първата телеграфна агенция, въвеждането на първото радио през 1912 г., уреждането на първото българско училище, строежа на първата българска църква в Будапеща през 1918 г., подписването на първия мирен договор с независимата държава Украйна и Съветска Русия през 1918 г., както и прякото му участие за пет години в три войни – Балканските и Първата световна война. Практически създател на българските телекомуникации след Освобождението – пощи, телеграфи, телефони, радио. Прякора „Аджеле“ (от турски acele – нервозен, припрян, нетърпелив) получава по съединистко време от своите другари заради характера и поведението си.

## Биография

### Ранни години
Иван Стоянович е роден на 25 септември 1862 г. в Стара Загора в семейството на Петър Стоянович и Мария Хаджибожкова. Едноименният му дядо е сред най-известните църковни настоятели, училищни попечители и общественици, завършил Школата на братя Христидес в Букурещ.
До 1877 г. учи в Главното училище (гимназия) „Свети Никола“ при П. Р. Славейков. При превземането на града през Руско-турската война (1877), родителите му са заклани, имуществото е разграбено или изгаря. Петнайсетгодишен напуска града заедно със сестра си Жана (род. 1869 г.) и Сава (род. 1875 г.).

### Начало на кариерата
Телеграфист в Руската армия от есента на 1877 г., примирието от 19 януари 1878 го заварва на служба в Одрин. От 1878 ученик-телеграфист в т.п. станция Чирпан. Телеграфист IV разряд в т.п. станция Берковица (01.06 – 01.10.1878). Телеграфист V разряд и и.д. началник на т.п. станция Берковица (01.10.1878 – май 1879). Началник на т.п. станция Берковица (17.08.1879 – 07.11.1881). Участва в политическата дейност на Либералната партия, агитира по селата с Каравелов. Тясно сътрудничи с Петко Славейков.

### Революционна и политическа дейност 1881 – 1887
През октомври 1881 г. напуска Габрово, където е управител на т.п. станцията, екстерниран е в Източна Румелия като активист на Либералната партия. Включва се в борбата срещу т.нар. „Режим на пълномощията“, суспендирал Търновската конституция. Сътрудник и уредник на пловдивските в. „Независимост“ (10.10.1881 – 9.10.1882) и в. „Борба“ (28.05.-4.09.1885).
Секретар в Дирекцията на правосъдието на Източна Румелия (1884 – 1885), уволнен за съединистка дейност.
Един от водачите на Съединението, член на Българския таен централен революционен комитет за Съединението на Княжество България и Източна Румелия (1884 – 1885).
Назначен от Временното правителство в Пловдив за Управител на пощите и телеграфите в Южна България (06.09.1885 – 1886). В това си качество той нарежда на своя отговорност да щемпелуват румлийските пощенски марки с герба на Княжеството, да ги разпратят по станциите и пуснат в употреба.
Активен участник в Сръбско-българската война, привикан от княз Александър и военния министър Рачо Петров в Главната квартира на армията (1885).
Председател на Комитета на Либералната партия за избор на народни представители за IV Обикновено народно събрание в Южна България (1886).
Избран на 11 май 1886 г. за народен представител в IV Обикновено народно събрание от Станимака (дн. Асеновград), изборът е утвърден на заседанието на Народното събрание на 6 юни 1886 г.
Заедно с Муткуров и Вълко Велчев е водач на пловдивската съпротива срещу русофилския преврат от август 1886 г. и активен участник в Контрапреврата. Назначен от регента Стамболов за Директор на пощите и телеграфите (19 август 1886 – 1 август 1887). Единственият цивилен участник във Военния съвет на Муткуров, ръководещ румелийските полкове в похода към София. Представител на крайното русофобско крило на Либералната партия, Стоянович е сред най-доверените лица на Стамболов и Радославов, натоварван с редица мисии за проучване на русофилския преврат, а от Начович – с участие в подготовка на кампанията на правителството пред чуждите дипломатически представителства. Народен представител в 4 Обикновено Народно събрание (1885 – 1886), избран от Станимака (дн. Асеновград) след Съединението.

### Журналист и опозиционер 1887 – 1894
Основава „Трапезица“ – първата българска телеграфна агенция, по повод отразяване работата на III ВНС в Търново. Тя функционира до август 1887 г.
През август 1887 преминава в редиците на радославовото крило на Либералната партия. На 1 август 1887 е уволнен като шеф на пощите и телеграфите. През август и септември 1887 издава два броя (третият е спрян от властта) на в. „(Нова) Народна воля“. От септември 1887 до 1888/1889 е интерниран от Стамболовия режим в Стара Загора. В периода на политическото си въдворяване (1888 – 1889) е сътрудник на вестник „Народни права“, орган на Либерална партия (Радослависти). От 1889 се установява в Пловдив. От 1 март 1890 до края на 1892 е съосновател и международен редактор на вестник „Балканска зора“, издаван от Харитон Генадиев в Пловдив (колегията включва още Никола Генадиев и Владимир Неделев, сред сътрудниците Михаил Баламезов и Петко Николов). Вестникът е обект на сурова цензура. Напуска след финансова договорка между Никола Генадиев и Стамболов, с което вестникът напуска опозиционната орбита. 1892 (непотвърдено) редактор на в. „Родопи“. 1892 (непотвърдено) инспектор в Министерство на финансите, участва в сключването на третия международен заем на България (Виена, 1892).
От края на 1892 до 1894 е член на Съединената легална опозиция срещу Стамболовия режим (бивши консерватори, либерали-радославовисти, либерали-тончевисти). Главен редактор на в. „Свободно слово“ – превърнал се от трибуна на Съединената легална опозиция срещу Стамболов в орган на управляващата коалиция (юли-септември 1894).
След дейността на революционер, съединист, депутат и активист на Либералната партия, Иван Стоянович е практически основател на съвременните български далекосъобщения. В тази сфера основно негова е заслугата за сключването на основните ни договори в областта на пощите и телеграфите със съседните страни, защита на националните интереси в рамките на международните форуми, въвеждането на телефона, селската поща, съвременните методи за работа на пощите, персонала и оборудване на съответния сграден фонд. Изключителна новост за времето е създаването на първата българска телеграфна агенция „Трапезица“ – 12 години преди БТА.

### Дипломатическа дейност 1917 – 1918
Царски пълномощен министър, натоварен с управлението на Генералното консулство в Будапеща, Австро-Унгария (16.08.1917 – 30.11.1918). Член на българската делегация за преговорите и сключването на мир с Украйна и Съветска Русия в Брест-Литовск (20.12.1917 – 03.03.1918). На 9 февруари 1918 г. приподписва в Брест-Литовск „Мирен договор между Централните сили и независимата държава Украйна“.
На 5 март 1918 г. открива първото българско училище в помещение на общинско училище на ул. „Лоняй“. По негово ходатайство кметството отпуска безплатен терен за училище и църква.
На 5 май 1918 г. под негов патронаж в Будапеща е осветен първият български православен параклис „Св. св. Кирил и Методий“ – храмът е устроен временно в помещение в близост до училището. Оглавява църковното настоятелство.
Първият българин, посрещнал цар Фердинанд на следващия ден след абдикацията му.
През лятото на 1919 г. напуска Будапеща заради румънската окупация, посещава цар Фердинанд в Кобург и се отдава на търговска дейност в Берлин. През 1921 – 23 (или до 1924) се занимава с търговска дейност от Будапеща.
През 1931 г. е личен пратеник на Цар Борис III на юбилея по повод 70-годишнина от рождението на Цар Фердинанд I. Сред основателите и пожизнен член на „Юнион клуб“. Личен приятел и съветник на Цар Борис III, с когото имат и редица разминавания по външната политика на България.

## Създател на съвременните българските съобщения
От 1 юни 1894 отново е шеф на българските съобщения (Началник на отдела на пощите и телеграфите 01.06.1894 – 1 януари 1896; Главен директор на пощите и телеграфите 1 януари 1896 – 1 януари 1906, Главен директор на пощите, телеграфите и телефоните 1 януари 1906 – 01.05.1917). Правителствен делегат на всички международни форуми на пощите, телеграфите и радиотелеграфите. Под негово ръководство българските съобщения достигат забележително европейско ниво.
Специален пратеник (заедно с Петър Димитров) на правителството на Александър Малинов при Великия везир Кямил паша за първи сондажи по признаване на Независимостта (септември – октомври 1908). Впоследствие придружава правителствения пратеник министър Ляпчев при същинските преговори.
Ръководител на военната поща, телеграфа и телефона към щаба на Действащата армия през Балканската, Междусъюзническата и Първата световна война (17.09.1912 – 01.03.1917).
Освен редица нововъведения, като например полагането на първия подводен съобщителен кабел между Варна и Севастопол, особено важен принос на Иван Стоянович е неговото участие в развитие на радиото в България. Той работи дейно за ускоряване процеса на бързото опознаване на телеграфа без жици, както първоначално наричат радиото. Заедно с Тиньо Цончев взима участие в откритата на 26 май 1903 г. в Лондон международна телеграфна конференция. Тук двамата български делегати се запознават с Маркони и неговите постижения в областта на радиотехниката и следят с интерес споровете около безжичната телеграфия. Въпреки че Маркони не е изслушан на конференцията и радиото не получава основа за международно признание, ръководството на Главна дирекция на пощите и телеграфите в София гледа сериозно на безжичния телеграф като на много перспективен начин за предаване на съобщения. Иван Стоянович, заедно с други български представители, е член на Българската делегация на Първата конференция по безжичния телеграф в Берлин, ноември 1906 г. Той подписва документите на тази конференция от името на България. Там се създават основите на това, което днес е известно като Радиорегламент, допълващ Конституцията и Конвенцията на Международния съюз по телекомуникации. Участието на такъв форум от тогавашната техническа интелектуална мисъл на България не е оценено добре в България, в тогавашния печат са публикувани критики, че се изразходвани държавни средства за ненужни дейности. Въпреки това управляващите тогава преценяват, че е нужно подобно участие. Така България става една от 27-те страни, подписали първия реален международен документ в областта на радиото.
Почива на 15 февруари 1947 г. в дома си в София.

## Семейство
Женен е за Мария Стоянович (1860 – 1925), от която има три доведени деца и един общ син, Петър (1897 – 1979). Кум и кръстник на сина му е ген. Данаил Николаев.
Иван Стоянович – Аджелето е дядо на кинокритика Иван Стоянович (29 януари 1930 – 10 януари 1999) и на актрисата Жана Стоянович-Мирска (14.10.1928 – 12.06.2013). Прадядо е на политика, историк и министър Петър Стоянович и на сценариста Димитър Стоянович.

## Ордени и отличия (извадка)
- Възпоменателен медал „За Сръбско-българската война от 1885“, Княжество България.
- Възпоменателен медал ”За възшествието на княз Фердинанд I през 1887 г.“ I степен, Княжество България.
- Възпоменателен медал „За бракосъчетанието на Фердинанд I с Мария Луиза“ (известен и като Пианорски медал), I степен, златен, без корона, Княжество България.
- Възпоменателен кръст „За независимостта на България 1908 година“, Княжество България.
- Народен орден „За гражданска заслуга“ III степен, Княжество България.
- Голям Офицерски кръст на Народен орден „За гражданска заслуга“ със звезда, Княжество България.
- Орден на кръста на Таково (Орден Таковског крста), II или III степен, Кралство Сърбия.
- Велик Офицерски кръст на Ордена „Свети Сава“ със звезда, Кралство Сърбия.
- Командор на Ордена „Румънска корона“ (Ordinul Coroana României), Кралство Румъния.
- Орден „Меджидие“ (Mecidiye Nişanı), I или II класа, със звезда, Османска империя.
- Орден „Св. Станислав“ (Орденъ Св. Станислава), I степен, Руска империя.
- Велик офицер на „Ордена на Италианската корона“ (Ordine della Corona d'Italia), Кралство Италия.
- Командор на „Ордена на нашата мила Дева от зачатието от Вила Вишоза“ (Ordem de Nossa Senhora da Conceição de Vila Viçosa), Кралство Португалия.
- „Орден на Пруската корона“ (Preußischer Königlicher Kronenorden), I степен, със звезда, Германски Райх.
- Командор на "Орден на Франц Йозеф I”, Австро-Унгария.
- Велик кръст на "Орден на „Франц Йозеф I“, Австро-Унгария.
- Военен кръст за цивилни заслуги (Kriegskreuz für Zivilverdienste), I или II класа, Австро-Унгария.
- Велик кръст на „Орден на Желязната корона“, Австро-Унгария.